# Meet Me at the Altar
Meet Me at the Altar (englisch Triff mich am Altar; stilisiert als: Meet Me @ The Altar) ist eine US-amerikanische Pop-Punk-Band.

## Geschichte
Im Jahre 2015 lernten sich die aus Florida stammende Gitarristin Téa Campbell und die in New Jersey beheimatete Schlagzeugerin Ada Juarez über die Plattform YouTube kennen, auf der letztere Coverversionen von Pop-Punk-Liedern hochlud. Beide freundeten sich an und veröffentlichten in unregelmäßigen Abständen gemeinsam aufgenommene Coverversionen. Der Bandname entstand, als sich Campbell und Juarez per Textnachrichten über einen möglichen Bandnamen unterhielten. Juarez warf zufällige Dinge in den Raum und nannte irgendwann Sub-Zero als ihren Lieblingscharakter aus dem Computerspiel Mortal Kombat. Dieser war auch Campbells Lieblingscharakter, worauf Juarez mit „Meet Me @ The Altar“ antwortete. Im Jahre 2017 entschlossen sie sich nach einer Sängerin zu suchen. Die Wahl fiel auf die aus Georgia stammende Edith Johnson, die sich mit einem Video bewarb, in dem sie das Lied All I Wanted von Paramore sang.
Die Band veröffentlichte in Eigenregie das Album Out of Sight, Out of Mind im Jahre 2017 sowie drei EPs. Im Jahre 2020 erhielt die Band größere Aufmerksamkeit, nachdem sich die Sänger Alex Gaskarth von der Band All Time Low und Dan Campbell von der Band The Wonder Years positiv über die Band äußerten. Meet Me at the Altar wurden im Oktober 2020 vom Plattenlabel Fueled by Ramen unter Vertrag genommen. Ein Jahr später veröffentlichte die Band die EP Model Citizen, die vom britischen Magazin Kerrang zur zweitbesten EP des Jahres gekürt wurde, spielte auf dem Riot Fest und tourte zusammen mit nothing, nowhere. im Vorprogramm von All Time Low durch Nordamerika. Kurz vor deren Ende verließen beide Vorgruppen den Tourtross, nachdem gegen den All-Time-Low-Gitarristen Jack Barakat Vorwürfe der sexuellen Belästigung auftauchten. 2022 spielten Meet Me at the Altar auf dem Download-Festival, Lollapalooza, Primavera Sound, Slam Dunk Festival, When We Were Young und eröffneten für einige Europakonzerte von Green Day.
Bei den Heavy Music Awards 2021 und 2022 wurde die Band jeweils in der Kategorie Best International Breakthrough Artist nominiert, verloren allerdings gegen Spiritbox bzw. KennyHoopla. Ebenfalls 2022 nahm die Band mit dem Produzenten John Fields ihr zweites Studioalbum Past // Present // Future auf. Die erste Single Say It (to My Face) wurde in einer TV-Werbung der Fast-Food-Kette Taco Bell verwendet. Am 19. Januar 2023 traten Meet Me at the Altar in der TV-Show The Late Show with Stephen Colbert auf und kündigten die Veröffentlichung des Albums an, welches am 10. März 2023 erschien. Die Band steuerte für die von der The Walt Disney Company herausgebrachten Kompilation A Whole New Sound eine Coverversion des Liedes You’ve Got a Friend in Me aus dem Film Toy Story bei.

## Stil
Mark Deming vom Onlinemagazin Allmusic beschrieb Meet Me at the Altar als Pop-Punk-Gruppe, die energische, popversierte und energiereiche Rockmusik spielt, die Spaß macht, aber auch eine leidenschaftliche Stärkungsbotschaft mit sich trägt. Laut dem britische Magazin Kerrang! zählen Meet Me at the Altar neben Magnolia Park, Hot Milk und Stand Atlantic zur Spitze der fortgesetzten Wiedergeburt des Pop-Punks. Ali Shutler vom Onlinemagazin Upset nannte Meet Me at the Altar neben Künstlern wie De’Wayne oder Pinkshift als Beweis dafür, dass Pop-Punk und Rockmusik nicht so weiß, männlich und ausgeluscht ist wie zu den Blütezeiten. Zu den Einflüssen nennt die Band Künstler wie Paramore, Twenty One Pilots, A Day to Remember und Fall Out Boy, aber auch Sängerinnen wie Avril Lavigne, Pink, Kelly Clarkson und Demi Lovato.

## Diskografie
| Alben - 2017: Out of Sight, Out of Mind - 2023: Past // Present // Future EPs - 2015: Red Walls - 2018: Changing States - 2019: Bigger Than Me - 2021: Model Citizen | Musikvideos - 2020: Garden - 2021: Brighter Days (Are Before Us) - 2021: Now or Never - 2022: Say It (to My Face) - 2023: Kool - 2023: T.M.I. - 2023: Give It Up - 2023: Take Me Away |

## Musikpreise
| Jahr | Kategorie                              | für                  | Resultat  |
| ---- | -------------------------------------- | -------------------- | --------- |
| 2021 | Best International Breakthrough Artist | Meet Me at the Altar | Nominiert |
| 2022 | Best International Breakthrough Artist | Meet Me at the Altar | Nominiert |

| Jahr | Kategorie                              | für                  | Resultat  |
| ---- | -------------------------------------- | -------------------- | --------- |
| 2022 | Best International Breakthrough Artist | Meet Me at the Altar | Nominiert |